# EHF Champions League 2006/07
An der Champions League Saison 2006/07 nahmen 39 Handball-Vereinsmannschaften teil, die sich in der vorangegangenen Saison in ihren Heimatligen für den Wettbewerb qualifiziert hatten. Es war die 47. Austragung der EHF Champions League bzw. des Europapokals der Landesmeister. Die Pokalspiele begannen am 1. September 2006, das zweite Finalspiel fand am 29. April 2007 statt. Titelverteidiger war der spanische Verein BM Ciudad Real. In den Finalspielen zwischen dem THW Kiel und der SG Flensburg-Handewitt setzte sich der THW Kiel durch und konnte damit den ersten Champions League Titel gewinnen.

## Modus
Qualifikation: Die Qualifikation wurde im K.-o.-System mit Hin- und Rückspiel gespielt. Der Gewinner jeder Partie zogen in die Gruppenphase ein. Die ausscheidenden Teams zogen in die 2. Runde des EHF-Pokal 06/07 ein.
Gruppenphase: Es gab acht Gruppen mit je vier Mannschaften. In einer Gruppe spielte jeder gegen jeden ein Hin- und Rückspiel; die jeweils zwei Gruppenbesten erreichten das Achtelfinale. Die jeweiligen Gruppendritten zogen in das Achtelfinale des EHF-Europapokal der Pokalsieger 2006/07 ein.
Achtelfinale: Das Achtelfinale wurde im K.-o.-System mit Hin- und Rückspiel gespielt. Der Gewinner jeder Partie zog in das Viertelfinale ein.
Viertelfinale: Das Viertelfinale wurde im K.-o.-System mit Hin- und Rückspiel gespielt. Der Gewinner jeder Partie zog in das Halbfinale ein.
Halbfinale: Das Halbfinale wurde im K.-o.-System mit Hin- und Rückspiel gespielt. Der Gewinner jeder Partie zog in das Finale ein.
Finale: Das Finale wurde im K.-o.-System mit Hin- und Rückspiel gespielt. Der Gewinner der Partie war EHF Champions-League-Sieger der Saison 2006/07.

## Qualifikation

### Qualifizierte Teams
Für die Qualifikation qualifiziert waren:
| - Panellinios Athen (1. Griechische Liga) - SPE Strovolos Nicosia (1. Zypriotische Liga) - Milli Piyango SK (1. Türkische Liga) - RK Roter Stern Belgrad (1. Serbische Liga) - A1 Bregenz (1. Österreichische Liga) - VŠĮ Panevėžys (1. Litauische Liga) - HV KRAS/Volendam (1. Niederländische Liga) | - HK Meschkow Brest (1. Belarussische Liga) - HCM Constanța (1. Rumänische Liga) - Pallamano Conversano (1. Italienische Liga) - HC Metalurg Skopje (1. Mazedonische Liga) - ABC de Braga-Andebol SAD (1. Portugiesische Liga) - H.C. Berchem (1. Luxemburgische Liga) - Sandefjord TIF (1. Norwegische Liga) |

### Ausgeloste Spiele & Ergebnisse
Die Auslosung der Qualifikation fand am 25. Juli 2006 um 11:00 Uhr (UTC+2) in Wien statt.
Es nahmen die 14 Mannschaften, die sich vorher für den Wettbewerb qualifiziert hatten, teil.
Die Hinspiele fanden am 1./2./3./8. September 2006 statt. Die Rückspiele fanden am 3./9./10. September 2006 statt.
| Mannschaft 1                     | Mannschaft 2                         | Hinspiel             | Rückspiel            | Gesamt  |
| -------------------------------- | ------------------------------------ | -------------------- | -------------------- | ------- |
| Panellinios Athen Zaravinas 14   | SPE Strovolos Nicosia Michaelides 10 | 03.09. So. 18:00 Uhr | 09.09. Sa. 18:00 Uhr | 47 : 46 |
| Panellinios Athen Zaravinas 14   | SPE Strovolos Nicosia Michaelides 10 | 25 : 23 (12 : 11)    | 22 : 23 (09 : 08)    | 47 : 46 |
| Panellinios Athen Zaravinas 14   | SPE Strovolos Nicosia Michaelides 10 | 600 Zuschauer        | 400 Zuschauer        | 47 : 46 |
| Milli Piyango SK Boyar 11        | RK Roter Stern Belgrad Maksic 20     | 02.09. Sa. 19:00 Uhr | 09.09. Sa. 17:30 Uhr | 62 : 73 |
| Milli Piyango SK Boyar 11        | RK Roter Stern Belgrad Maksic 20     | 33 : 37 (14 : 17)    | 29 : 36 (11 : 16)    | 62 : 73 |
| Milli Piyango SK Boyar 11        | RK Roter Stern Belgrad Maksic 20     | 300 Zuschauer        | 1.300 Zuschauer      | 62 : 73 |
| A1 Bregenz Medic 11              | VŠĮ Panevėžys Frolovas 11            | 01.09. Fr. 19:00 Uhr | 03.09. So. 15:15 Uhr | 69 : 40 |
| A1 Bregenz Medic 11              | VŠĮ Panevėžys Frolovas 11            | 39 : 16 (22 : 07)    | 30 : 24 (17 : 14)    | 69 : 40 |
| A1 Bregenz Medic 11              | VŠĮ Panevėžys Frolovas 11            | 1.000 Zuschauer      | 800 Zuschauer        | 69 : 40 |
| HV KRAS/Volendam Tol 9           | HK Meschkow Brest Zelinskiy 10       | 02.09. Sa. 19:00 Uhr | 10.09. So. 17:00 Uhr | 48 : 55 |
| HV KRAS/Volendam Tol 9           | HK Meschkow Brest Zelinskiy 10       | 23 : 31 (13 : 16)    | 25 : 24 (11 : 10)    | 48 : 55 |
| HV KRAS/Volendam Tol 9           | HK Meschkow Brest Zelinskiy 10       | 600 Zuschauer        | 3.500 Zuschauer      | 48 : 55 |
| HCM Constanța Smigic 10          | Pallamano Conversano Hoffmann 17     | 02.09. Sa. 17:30 Uhr | 09.09. Sa. 20:00 Uhr | 63 : 54 |
| HCM Constanța Smigic 10          | Pallamano Conversano Hoffmann 17     | 38 : 24 (18 : 10)    | 25 : 30 (11 : 12)    | 63 : 54 |
| HCM Constanța Smigic 10          | Pallamano Conversano Hoffmann 17     | 2.000 Zuschauer      | 1.200 Zuschauer      | 63 : 54 |
| HC Metalurg Skopje Djordjevic 15 | ABC de Braga-Andebol SAD Andrade 9   | 02.09. Sa. 19:30 Uhr | 09.09. Sa. 17:00 Uhr | 62 : 55 |
| HC Metalurg Skopje Djordjevic 15 | ABC de Braga-Andebol SAD Andrade 9   | 30 : 28 (13 : 15)    | 32 : 27 (14 : 13)    | 62 : 55 |
| HC Metalurg Skopje Djordjevic 15 | ABC de Braga-Andebol SAD Andrade 9   | 1.800 Zuschauer      | 1.700 Zuschauer      | 62 : 55 |
| H.C. Berchem Durajka 11          | Sandefjord TIF Ellingsen 19          | 08.09. Fr. 19:00 Uhr | 09.09. Sa. 19:00 Uhr | 50 : 80 |
| H.C. Berchem Durajka 11          | Sandefjord TIF Ellingsen 19          | 26 : 37 (12 : 19)    | 24 : 43 (11 : 18)    | 50 : 80 |
| H.C. Berchem Durajka 11          | Sandefjord TIF Ellingsen 19          | 260 Zuschauer        | 310 Zuschauer        | 50 : 80 |

## Gruppenphase
Die Auslosung der Gruppenphase fand am 29. Juli 2006 um 11:00 Uhr (UTC+2) in Ciudad Real statt.

Es nahmen die 7 Sieger der Qualifikation und die 25 Mannschaften die sich vorher für den Wettbewerb qualifiziert hatten, teil.

### Qualifizierte Teams
| Topf 1: - BM Ciudad Real (1. Spanische Liga) - FC Barcelona (2. Spanische Liga) - RK Celje (1. Slowenische Liga) - THW Kiel (1. Deutsche Liga) - KC Veszprém (1. Ungarische Liga) - Montpellier HB (1. Französische Liga) - RK Zagreb (1. Kroatische Liga) - KIF Kolding (1. Dänische Liga) | Topf 2: - SDC San Antonio (3. Spanische Liga) - RK Kozina (2. Slowenische Liga) - SG Flensburg-Handewitt (2. Deutsche Liga) - SC Szeged (2. Ungarische Liga) - Chambéry Savoie HB (2. Französische Liga) - GOG Svendborg TGI (2. Dänische Liga) - BM Valladolid (4. Spanische Liga) - VfL Gummersbach (3. Deutsche Liga) |

| Topf 3: - Medwedi Tschechow (1. Russische Liga) - Hammarby IF (1. Schwedische Liga) - HC Portovik Yuzhny (1. Ukrainische Liga) - Kadetten Schaffhausen (1. Schweizer Liga) - HC Baník Karviná (1. Tschechische Liga) - MŠK Považská Bystrica (1. Slowakische Liga) - Wisła Płock (1. Polnische Liga) - Fram Reykjavík (1. Isländische Liga) | Topf 4: - HC Bosna Sarajevo (1. Bosnische Liga) - Panellinios Athen (Sieger Qualifikation) - RK Roter Stern Belgrad (Sieger Qualifikation) - A1 Bregenz (Sieger Qualifikation) - HK Meschkow Brest (Sieger Qualifikation) - HCM Constanța (Sieger Qualifikation) - HC Metalurg Skopje (Sieger Qualifikation) - Sandefjord TIF (Sieger Qualifikation) |

### Gruppen
| Gruppe A KC Veszprém SDC San Antonio MŠK Považská Bystrica HC Bosna Sarajevo | Gruppe B BM Ciudad Real SC Szeged Kadetten Schaffhausen HK Meschkow Brest | Gruppe C KIF Kolding Chambéry Savoie HB Wisła Płock RK Roter Stern Belgrad | Gruppe D RK Zagreb SG Flensburg-Handewitt Medwedi Tschechow RK Metalurg Skopje |
| Gruppe E THW Kiel GOG Svendborg TGI HC Baník Karviná HCM Constanța           | Gruppe F RK Celje VfL Gummersbach Fram Reykjavík Sandefjord TIF           | Gruppe G FC Barcelona RK Kozina Hammarby IF Panellinios Athen              | Gruppe H Montpellier HB BM Valladolid HK Portowyk Juschne A1 Bregenz           |

### Entscheidungen
|  | Teilnahme an der 2. Gruppenphase                          |
|  | Teilnahme am Achtelfinale des Europapokal der Pokalsieger |

### Gruppe A
| Pl. | Mannschaft        | Sp. | S | U | N | T   | GT  | Diff | Pkt     |
| --- | ----------------- | --- | - | - | - | --- | --- | ---- | ------- |
| 1.  | SDC San Antonio   | 6   | 5 | 0 | 1 | 199 | 146 | + 53 | 10 : 02 |
| 2.  | KC Veszprém       | 6   | 5 | 0 | 1 | 207 | 160 | + 47 | 10 : 02 |
| 3.  | HC Bosna Sarajevo | 6   | 2 | 0 | 4 | 167 | 188 | − 21 | 04 : 08 |
| 4.  | Považská Bystrica | 6   | 0 | 0 | 6 | 161 | 240 | − 79 | 0 : 12  |

| 30. September 2006, Sa. 16:00 Uhr in Pamplona          | 2.500 Zuschauer Spielbericht | SDC San Antonio Rocas 8        | 34 : 27 (14 : 14) | KC Veszprém 8 Gál               |
| 30. September 2006, Sa. 18:00 Uhr in Považská Bystrica | 800 Zuschauer Spielbericht   | Považská Bystrica Tuma 10      | 29 : 31 (21 : 16) | HC Bosna Sarajevo 12 Harmandić  |
| 7. Oktober 2006, Sa. 16:15 Uhr in Veszprém             | 1.800 Zuschauer Spielbericht | KC Veszprém Lazarov 14         | 46 : 26 (20 : 14) | Považská Bystrica 6 Toms        |
| 8. Oktober 2006, So. 16:15 Uhr in Sarajevo             | 6.000 Zuschauer Spielbericht | HC Bosna Sarajevo Harmandić 4  | 22 : 32 (13 : 12) | SDC San Antonio 8 Andorinho     |
| 15. Oktober 2006, So. 16:15 Uhr in Sarajevo            | 4.500 Zuschauer Spielbericht | HC Bosna Sarajevo Stojanović 7 | 25 : 31 (10 : 19) | KC Veszprém 6 Pérez             |
| 15. Oktober 2006, So. 18:00 Uhr in Pamplona            | 1.200 Zuschauer Spielbericht | SDC San Antonio Ruesga 10      | 42 : 25 (23 : 12) | Považská Bystrica 6 Tuma        |
| 21. Oktober 2006, Sa. 17:30 Uhr in Považská Bystrica   | 800 Zuschauer Spielbericht   | Považská Bystrica Krahulik 5   | 30 : 46 (16 : 22) | KC Veszprém 9 Lazarov           |
| 22. Oktober 2006, So. 18:00 Uhr in Pamplona            | 1.800 Zuschauer Spielbericht | SDC San Antonio Ortigosa 7     | 34 : 26 (18 : 12) | HC Bosna Sarajevo 6 Toromanovic |
| 4. November 2006, Sa. 16:05 Uhr in Veszprém            | 2.000 Zuschauer Spielbericht | KC Veszprém Iváncsik 7         | 23 : 21 (12 : 08) | SDC San Antonio 7 Lozano        |
| 5. November 2006, So. 16:15 Uhr in Sarajevo            | 4.500 Zuschauer Spielbericht | HC Bosna Sarajevo Harmandić 7  | 39 : 28 (20 : 13) | Považská Bystrica 10 Toms       |
| 11. November 2006, Sa. 16:15 Uhr in Veszprém           | 1.700 Zuschauer Spielbericht | KC Veszprém Lazarov 10         | 34 : 24 (13 : 11) | HC Bosna Sarajevo 5 Martinović  |
| 11. November 2006, Sa. 18:00 Uhr in Považská Bystrica  | 1.300 Zuschauer Spielbericht | Považská Bystrica Straka 5     | 23 : 36 (11 : 17) | SDC San Antonio 9 Pérez         |

### Gruppe B
| Pl. | Mannschaft            | Sp. | S | U | N | T   | GT  | Diff | Pkt     |
| --- | --------------------- | --- | - | - | - | --- | --- | ---- | ------- |
| 1.  | BM Ciudad Real        | 6   | 6 | 0 | 0 | 206 | 162 | + 44 | 12 : 0  |
| 2.  | SC Szeged             | 6   | 3 | 1 | 2 | 153 | 153 | ± 0  | 07 : 05 |
| 3.  | Kadetten Schaffhausen | 6   | 2 | 1 | 3 | 168 | 169 | − 01 | 05 : 07 |
| 4.  | HK Meschkow Brest     | 6   | 0 | 0 | 6 | 146 | 189 | − 43 | 0 : 12  |

| 30. September 2006, Sa. 16:15 Uhr in Szeged       | 3.200 Zuschauer Spielbericht | SC Szeged Ilyés 7                 | 20 : 25 (12 : 08) | BM Ciudad Real 5 Källman         |
| 30. September 2006, Sa. 18:00 Uhr in Schaffhausen | 1.100 Zuschauer Spielbericht | Kadetten Schaffhausen Starczan 8  | 30 : 20 (12 : 11) | HK Meschkow Brest 8 Filippow     |
| 7. Oktober 2006, Sa. 16:00 Uhr in Brest           | 3.000 Zuschauer Spielbericht | HK Meschkow Brest Motchalov 6     | 24 : 30 (14 : 17) | SC Szeged 7 Krivokapić           |
| 8. Oktober 2006, So. 18:00 Uhr in Ciudad Real     | 4.900 Zuschauer Spielbericht | BM Ciudad Real Džomba 10          | 39 : 31 (22 : 16) | Kadetten Schaffhausen 7 Nicolae  |
| 14. Oktober 2006, Sa. 16:15 Uhr in Szeged         | 3.200 Zuschauer Spielbericht | SC Szeged Matić 6                 | 27 : 27 (12 : 14) | Kadetten Schaffhausen 5 Bucher   |
| 15. Oktober 2006, So. 16:00 Uhr in Brest          | 3.500 Zuschauer Spielbericht | HK Meschkow Brest Hramyka 6       | 27 : 34 (10 : 20) | BM Ciudad Real 9 Pajovič         |
| 21. Oktober 2006, Sa. 16:15 Uhr in Szeged         | 3.000 Zuschauer Spielbericht | SC Szeged Ilyés 8                 | 28 : 23 (14 : 10) | HK Meschkow Brest 8 Motchalov    |
| 21. Oktober 2006, Sa. 18:00 Uhr in Schaffhausen   | 1.500 Zuschauer Spielbericht | Kadetten Schaffhausen Krauthoff 5 | 30 : 37 (15 : 22) | BM Ciudad Real 9 Džomba          |
| 4. November 2006, Sa. 16:00 Uhr in Ciudad Real    | 4.000 Zuschauer Spielbericht | BM Ciudad Real Rutenka 8          | 32 : 25 (15 : 12) | SC Szeged 5 Bakos                |
| 4. November 2006, Sa. 16:00 Uhr in Brest          | 2.300 Zuschauer Spielbericht | HK Meschkow Brest Usachov 7       | 23 : 28 (13 : 14) | Kadetten Schaffhausen 7 Starczan |
| 11. November 2006, Sa. 16:00 Uhr in Ciudad Real   | 3.000 Zuschauer Spielbericht | BM Ciudad Real Rutenka 10         | 39 : 29 (19 : 16) | HK Meschkow Brest 8 Motchalov    |
| 11. November 2006, Sa. 18:00 Uhr in Schaffhausen  | 1.500 Zuschauer Spielbericht | Kadetten Schaffhausen Starczan 6  | 22 : 23 (10 : 13) | SC Szeged 8 Ilyés                |

### Gruppe C
| Pl. | Mannschaft             | Sp. | S | U | N | T   | GT  | Diff | Pkt     |
| --- | ---------------------- | --- | - | - | - | --- | --- | ---- | ------- |
| 1.  | KIF Kolding            | 6   | 5 | 1 | 0 | 199 | 153 | + 46 | 11 : 01 |
| 2.  | Chambéry Savoie HB     | 6   | 3 | 1 | 2 | 171 | 163 | + 08 | 07 : 05 |
| 3.  | Wisła Płock            | 6   | 2 | 0 | 4 | 141 | 170 | − 29 | 04 : 08 |
| 4.  | RK Roter Stern Belgrad | 6   | 1 | 0 | 5 | 158 | 183 | − 25 | 02 : 10 |

| 28. September 2006, Do. 20:30 Uhr in Płock       | 850 Zuschauer Spielbericht   | Wisła Płock Wuszter 8            | 31 : 19 (15 : 12) | RK Roter Stern Belgrad 6 Maksić  |
| 30. September 2006, Sa. 19:00 Uhr in Albertville | 2.000 Zuschauer Spielbericht | Chambéry Savoie HB Roine 7       | 26 : 32 (11 : 17) | KIF Kolding 7 Nøddesbo           |
| 7. Oktober 2006, Sa. 16:15 Uhr in Kolding        | 2.250 Zuschauer Spielbericht | KIF Kolding Nøddesbo 9           | 35 : 18 (19 : 04) | Wisła Płock 5 Wleklak            |
| 8. Oktober 2006, So. 17:30 Uhr in Belgrad        | 1.500 Zuschauer Spielbericht | RK Roter Stern Belgrad Maksić 8  | 26 : 27 (14 : 09) | Chambéry Savoie HB 13 Vučković   |
| 15. Oktober 2006, So. 17:00 Uhr in Albertville   | 1.600 Zuschauer Spielbericht | Chambéry Savoie HB Vučković 9    | 21 : 13 (10 : 07) | Wisła Płock 3 Wleklak            |
| 15. Oktober 2006, So. 19:00 Uhr in Belgrad       | 1.500 Zuschauer Spielbericht | RK Roter Stern Belgrad Pavlov 7  | 30 : 36 (14 : 17) | KIF Kolding 10 Spellerberg       |
| 19. Oktober 2006, Do. 20:30 Uhr in Płock         | 800 Zuschauer Spielbericht   | Wisła Płock Wleklak 5            | 25 : 31 (13 : 13) | KIF Kolding 15 Spellerberg       |
| 21. Oktober 2006, Sa. 19:00 Uhr in Albertville   | 2.500 Zuschauer Spielbericht | Chambéry Savoie HB Roine 10      | 34 : 28 (16 : 11) | RK Roter Stern Belgrad 11 Maksić |
| 4. November 2006, Sa. 16:15 Uhr in Kolding       | 2.400 Zuschauer Spielbericht | KIF Kolding Schnuchel 8          | 32 : 32 (15 : 18) | Chambéry Savoie HB 7 Joli        |
| 5. November 2006, So. 19:00 Uhr in Belgrad       | 1.800 Zuschauer Spielbericht | RK Roter Stern Belgrad Maksić 10 | 33 : 22 (14 : 13) | Wisła Płock 7 Wleklak            |
| 9. November 2006, Do. 19:00 Uhr in Płock         | 800 Zuschauer Spielbericht   | Wisła Płock Witkowski 10         | 32 : 31 (15 : 12) | Chambéry Savoie HB 5 Busselier   |
| 12. November 2006, So. 14:15 Uhr in Kolding      | 2.100 Zuschauer Spielbericht | KIF Kolding Seifert 7            | 33 : 22 (17 : 07) | RK Roter Stern Belgrad 7 Maksić  |

### Gruppe D
| Pl. | Mannschaft             | Sp. | S | U | N | T   | GT  | Diff | Pkt     |
| --- | ---------------------- | --- | - | - | - | --- | --- | ---- | ------- |
| 1.  | SG Flensburg-Handewitt | 6   | 5 | 0 | 1 | 199 | 164 | + 35 | 10 : 02 |
| 2.  | Medwedi Tschechow      | 6   | 4 | 0 | 2 | 182 | 164 | + 18 | 08 : 04 |
| 3.  | RK Zagreb              | 6   | 3 | 0 | 3 | 153 | 148 | + 05 | 06 : 06 |
| 4.  | RK Metalurg Skopje     | 6   | 0 | 0 | 6 | 148 | 206 | − 58 | 0 : 12  |

| 28. September 2006, Do. 19:00 Uhr in Flensburg | 6.300 Zuschauer Spielbericht | SG Flensburg-Handewitt Boldsen 8      | 35 : 28 (14 : 12) | RK Zagreb 6 Jurcă                     |
| 30. September 2006, Sa. 17:00 Uhr in Tschechow | 2.500 Zuschauer Spielbericht | Medwedi Tschechow Iwanow 7            | 40 : 25 (22 : 09) | RK Metalurg Skopje 11 Djordjevic      |
| 8. Oktober 2006, So. 16:45 Uhr in Zagreb       | 5.000 Zuschauer Spielbericht | RK Zagreb Jurcă 6                     | 26 : 19 (11 : 12) | Medwedi Tschechow 6 Kowaljow          |
| 8. Oktober 2006, So. 17:15 Uhr in Skopje       | 2.000 Zuschauer Spielbericht | RK Metalurg Skopje Maltsev 8          | 29 : 37 (10 : 21) | SG Flensburg-Handewitt 7 Christiansen |
| 12. Oktober 2006, Do. 18:45 Uhr in Flensburg   | 6.100 Zuschauer Spielbericht | SG Flensburg-Handewitt Eggert 8       | 34 : 29 (15 : 18) | Medwedi Tschechow 6 Igropulo          |
| 14. Oktober 2006, Sa. 17:15 Uhr in Skopje      | 1.500 Zuschauer Spielbericht | RK Metalurg Skopje Makaloski 4        | 18 : 22 (09 : 09) | RK Zagreb 6 Jurcă                     |
| 19. Oktober 2006, Do. 18:45 Uhr in Flensburg   | 6.000 Zuschauer Spielbericht | SG Flensburg-Handewitt Christiansen 6 | 43 : 24 (23 : 12) | RK Metalurg Skopje 9 Angelovski       |
| 21. Oktober 2006, Sa. 17:00 Uhr in Tschechow   | 3.500 Zuschauer Spielbericht | Medwedi Tschechow Jegorow 6           | 29 : 24 (16 : 13) | RK Zagreb 5 Duvnjak                   |
| 4. November 2006, Sa. 17:15 Uhr in Skopje      | 1.200 Zuschauer Spielbericht | RK Metalurg Skopje Makaloski 10       | 28 : 32 (12 : 16) | Medwedi Tschechow 8 Jegorow           |
| 5. November 2006, So. 17:00 Uhr in Zagreb      | 7.000 Zuschauer Spielbericht | RK Zagreb Duvnjak 9                   | 21 : 23 (11 : 13) | SG Flensburg-Handewitt 7 Christiansen |
| 11. November 2006, Sa. 16:15 Uhr in Tschechow  | 3.500 Zuschauer Spielbericht | Medwedi Tschechow Jegorow 9           | 33 : 27 (18 : 17) | SG Flensburg-Handewitt 6 Jensen       |
| 12. November 2006, So. 17:00 Uhr in Zagreb     | 2.500 Zuschauer Spielbericht | RK Zagreb Horvat 10                   | 32 : 24 (19 : 11) | RK Metalurg Skopje 5 Angelovski       |

### Gruppe E
| Pl. | Mannschaft        | Sp. | S | U | N | T   | GT  | Diff | Pkt     |
| --- | ----------------- | --- | - | - | - | --- | --- | ---- | ------- |
| 1.  | THW Kiel          | 6   | 6 | 0 | 0 | 244 | 170 | + 74 | 12 : 0  |
| 2.  | GOG Svendborg TGI | 6   | 3 | 0 | 3 | 203 | 180 | + 23 | 06 : 06 |
| 3.  | HCM Constanța     | 6   | 2 | 1 | 3 | 172 | 205 | − 33 | 05 : 07 |
| 4.  | HC Baník Karviná  | 6   | 0 | 1 | 5 | 175 | 239 | − 64 | 01 : 11 |

| 1. Oktober 2006, So. 10:30 Uhr in Karviná    | 1.500 Zuschauer Spielbericht | HC Baník Karviná Sobol 9      | 31 : 34 (16 : 14) | HCM Constanța 8 Dragićević    |
| 1. Oktober 2006, So. 16:20 Uhr in Gudme      | 1.500 Zuschauer Spielbericht | GOG Svendborg TGI Mogensen 8  | 28 : 32 (08 : 19) | THW Kiel 9 Karabatić          |
| 5. Oktober 2006, Do. 18:45 Uhr in Kiel       | 6.300 Zuschauer Spielbericht | THW Kiel Andersson 10         | 44 : 25 (20 : 18) | HC Baník Karviná 7 Zdráhala   |
| 7. Oktober 2006, Sa. 19:00 Uhr in Constanța  | 1.200 Zuschauer Spielbericht | HCM Constanța Toma 11         | 33 : 28 (17 : 12) | GOG Svendborg TGI 7 Jørgensen |
| 14. Oktober 2006, Sa. 20:15 Uhr in Constanța | 2.000 Zuschauer Spielbericht | HCM Constanța Dragićević 9    | 28 : 37 (11 : 21) | THW Kiel 7 Kavtičnik          |
| 15. Oktober 2006, So. 16:20 Uhr in Gudme     | 1.000 Zuschauer Spielbericht | GOG Svendborg TGI Jørgensen 9 | 45 : 32 (19 : 15) | HC Baník Karviná 9 Heinz      |
| 22. Oktober 2006, So. 10:30 Uhr in Karviná   | 800 Zuschauer Spielbericht   | HC Baník Karviná Heinz 5      | 26 : 50 (13 : 24) | THW Kiel 8 Ahlm               |
| 22. Oktober 2006, So. 16:20 Uhr in Gudme     | 1.030 Zuschauer Spielbericht | GOG Svendborg TGI Jørgensen 8 | 33 : 17 (16 : 11) | HCM Constanța 4 Buricea       |
| 2. November 2006, Do. 18:45 Uhr in Kiel      | 7.200 Zuschauer Spielbericht | THW Kiel Andersson 9          | 34 : 32 (13 : 17) | GOG Svendborg TGI 4 Petersen  |
| 4. November 2006, Sa. 19:00 Uhr in Constanța | 1.500 Zuschauer Spielbericht | HCM Constanța Smigic 9        | 29 : 29 (14 : 17) | HC Baník Karviná 7 Heinz      |
| 12. November 2006, So. 10:30 Uhr in Karviná  | 900 Zuschauer Spielbericht   | HC Baník Karviná Heinz 5      | 32 : 37 (13 : 19) | GOG Svendborg TGI 9 Hansen    |
| 12. November 2006, So. 19:00 Uhr in Kiel     | 6.200 Zuschauer Spielbericht | THW Kiel Lundström 13         | 47 : 31 (24 : 18) | HCM Constanța 7 Dragićević    |

### Gruppe F
| Pl. | Mannschaft      | Sp. | S | U | N | T   | GT  | Diff | Pkt     |
| --- | --------------- | --- | - | - | - | --- | --- | ---- | ------- |
| 1.  | VfL Gummersbach | 6   | 5 | 0 | 1 | 212 | 177 | + 35 | 10 : 02 |
| 2.  | RK Celje        | 6   | 5 | 0 | 1 | 205 | 170 | + 35 | 10 : 02 |
| 3.  | Sandfjord TIF   | 6   | 2 | 0 | 4 | 179 | 202 | − 23 | 04 : 08 |
| 4.  | Fram Reykjavík  | 6   | 0 | 0 | 6 | 163 | 210 | − 47 | 0 : 12  |

| 30. September 2006, Sa. 18:55 Uhr in Sandefjord | 450 Zuschauer Spielbericht   | Sandfjord TIF Ellingsen 8    | 26 : 37 (12 : 20) | RK Celje 6 Brumen             |
| 1. Oktober 2006, So. 17:00 Uhr in Reykjavík     | 1.700 Zuschauer Spielbericht | Fram Reykjavík Kárason 5     | 26 : 38 (13 : 14) | VfL Gummersbach 16 Sigurðsson |
| 5. Oktober 2006, Do. 20:30 Uhr in Leverkusen    | 1.800 Zuschauer Spielbericht | VfL Gummersbach Sigurðsson 8 | 36 : 25 (15 : 15) | Sandfjord TIF 10 Jomaas       |
| 8. Oktober 2006, So. 17:15 Uhr in Celje         | 3.500 Zuschauer Spielbericht | RK Celje Harbok 8            | 35 : 24 (18 : 12) | Fram Reykjavík 5 Einarsson    |
| 12. Oktober 2006, Do. 20:30 Uhr in Leverkusen   | 2.700 Zuschauer Spielbericht | VfL Gummersbach Alvanos 7    | 34 : 31 (14 : 16) | RK Celje 8 Harbok             |
| 14. Oktober 2006, Sa. 18:55 Uhr in Sandefjord   | 400 Zuschauer Spielbericht   | Sandfjord TIF Jomaas 10      | 35 : 26 (19 : 14) | Fram Reykjavík 6 Drengsson    |
| 21. Oktober 2006, Sa. 16:00 Uhr in Reykjavík    | 500 Zuschauer Spielbericht   | Fram Reykjavík Einarsson 14  | 30 : 33 (12 : 16) | RK Celje 11 Harbok            |
| 21. Oktober 2006, Sa. 18:55 Uhr in Sandefjord   | 600 Zuschauer Spielbericht   | Sandfjord TIF Ellingsen 10   | 35 : 37 (18 : 22) | VfL Gummersbach 11 Narcisse   |
| 2. November 2006, Do. 20:30 Uhr in Leverkusen   | 2.100 Zuschauer Spielbericht | VfL Gummersbach Sigurðsson 8 | 38 : 29 (19 : 14) | Fram Reykjavík 9 Einarsson    |
| 4. November 2006, Sa. 18:15 Uhr in Celje        | 4.000 Zuschauer Spielbericht | RK Celje Kokscharow 9        | 38 : 27 (23 : 17) | Sandfjord TIF 8 Jomaas        |
| 11. November 2006, Sa. 17:00 Uhr in Reykjavík   | 200 Zuschauer Spielbericht   | Fram Reykjavík Einarsson 5   | 28 : 31 (12 : 12) | Sandfjord TIF 7 Ellingsen     |
| 11. November 2006, Sa. 17:15 Uhr in Celje       | 5.900 Zuschauer Spielbericht | RK Celje Harbok 10           | 31 : 29 (15 : 16) | VfL Gummersbach 8 Zrnić       |

### Gruppe G
| Pl. | Mannschaft        | Sp. | S | U | N | T   | GT  | Diff | Pkt     |
| --- | ----------------- | --- | - | - | - | --- | --- | ---- | ------- |
| 1.  | FC Barcelona      | 6   | 6 | 0 | 0 | 205 | 152 | + 53 | 12 : 0  |
| 2.  | RK Kozina         | 6   | 3 | 0 | 3 | 168 | 180 | − 12 | 06 : 06 |
| 3.  | Panellinios Athen | 6   | 2 | 0 | 4 | 160 | 197 | − 37 | 04 : 08 |
| 4.  | Hammarby IF       | 6   | 1 | 0 | 5 | 182 | 186 | − 04 | 02 : 10 |

| 30. September 2006, Sa. 17:00 Uhr in Stockholm | 1.800 Zuschauer Spielbericht | Hammarby IF Apelgren 8            | 37 : 23 (18 : 11) | Panellinios Athen 6 Dobrkovic |
| 30. September 2006, Sa. 17:15 Uhr in Koper     | 3.300 Zuschauer Spielbericht | RK Kozina Dimovski 5              | 26 : 29 (11 : 18) | FC Barcelona 8 Romero         |
| 7. Oktober 2006, Sa. 16:30 Uhr in Barcelona    | 3.500 Zuschauer Spielbericht | FC Barcelona Romero 5             | 33 : 28 (16 : 11) | Hammarby IF 6 Larsson         |
| 8. Oktober 2006, So. 17:45 Uhr in Chalkida     | 300 Zuschauer Spielbericht   | Panellinios Athen Zarlakoutis 6   | 32 : 27 (17 : 11) | RK Kozina 8 Stojanović        |
| 14. Oktober 2006, Sa. 16:00 Uhr in Chalkida    | 600 Zuschauer Spielbericht   | Panellinios Athen Mastrogiannis 4 | 22 : 37 (09 : 16) | FC Barcelona 6 García         |
| 14. Oktober 2006, Sa. 17:00 Uhr in Stockholm   | 1.800 Zuschauer Spielbericht | Hammarby IF Apelgren 7            | 33 : 27 (14 : 15) | RK Kozina 11 Stojanović       |
| 21. Oktober 2006, Sa. 17:00 Uhr in Stockholm   | 7.500 Zuschauer Spielbericht | Hammarby IF Grundsten 6           | 31 : 34 (18 : 19) | FC Barcelona 8 Romero         |
| 21. Oktober 2006, Sa. 18:30 Uhr in Koper       | 3.000 Zuschauer Spielbericht | RK Kozina Korazija 10             | 32 : 25 (15 : 16) | Panellinios Athen 6 Dobrkovic |
| 4. November 2006, Sa. 16:00 Uhr in Barcelona   | 2.000 Zuschauer Spielbericht | FC Barcelona Peruničić 5          | 38 : 21 (17 : 10) | RK Kozina 5 Jovičić           |
| 5. November 2006, So. 16:00 Uhr in Chalkida    | 200 Zuschauer Spielbericht   | Panellinios Athen Dobrkovic 6     | 34 : 30 (16 : 17) | Hammarby IF 7 Karlsson        |
| 11. November 2006, Sa. 16:30 Uhr in Barcelona  | 1.700 Zuschauer Spielbericht | FC Barcelona Hernández 9          | 34 : 24 (19 : 11) | Panellinios Athen 5 Dobrkovic |
| 12. November 2006, So. 17:15 Uhr in Koper      | 3.000 Zuschauer Spielbericht | RK Kozina Jovičić 7               | 30 : 28 (13 : 15) | Hammarby IF 5 Båverud         |

### Gruppe H
| Pl. | Mannschaft       | Sp. | S | U | N | T   | GT  | Diff | Pkt     |
| --- | ---------------- | --- | - | - | - | --- | --- | ---- | ------- |
| 1.  | BM Valladolid    | 6   | 4 | 2 | 0 | 197 | 162 | + 35 | 10 : 02 |
| 2.  | Montpellier HB   | 6   | 4 | 1 | 1 | 173 | 144 | + 29 | 09 : 03 |
| 3.  | Portowyk Juschne | 6   | 2 | 0 | 4 | 138 | 161 | − 23 | 04 : 08 |
| 4.  | A1 Bregenz HB    | 6   | 0 | 1 | 5 | 144 | 185 | − 41 | 01 : 11 |

| 30. September 2006, Sa. 20:15 Uhr in Bregenz    | 1.500 Zuschauer Spielbericht | A1 Bregenz HB Medić 3          | 17 : 29 (08 : 15) | Montpellier HB 5 Hmam             |
| 1. Oktober 2006, So. 18:30 Uhr in Juschne       | 1.000 Zuschauer Spielbericht | Portowyk Juschne Shkrobanets 8 | 28 : 33 (12 : 17) | BM Valladolid 9 Gull              |
| 7. Oktober 2006, Sa. 19:00 Uhr in Montpellier   | 2.800 Zuschauer Spielbericht | Montpellier HB Hmam 13         | 26 : 16 (13 : 11) | Portowyk Juschne 4 Blagonadezhdin |
| 7. Oktober 2006, Sa. 20:00 Uhr in Valladolid    | 3.500 Zuschauer Spielbericht | BM Valladolid Gull 10          | 35 : 24 (13 : 11) | A1 Bregenz HB 6 Medić             |
| 14. Oktober 2006, Sa. 20:00 Uhr in Valladolid   | 3.500 Zuschauer Spielbericht | BM Valladolid Gull 9           | 34 : 25 (17 : 13) | Montpellier HB 9 Hmam             |
| 14. Oktober 2006, Sa. 20:15 Uhr in Bregenz      | 1.700 Zuschauer Spielbericht | A1 Bregenz HB Medić 9          | 20 : 22 (12 : 11) | Portowyk Juschne 7 Ladyko         |
| 21. Oktober 2006, Sa. 18:00 Uhr in Juschne      | 1.000 Zuschauer Spielbericht | Portowyk Juschne Ladyko 5      | 24 : 27 (12 : 13) | Montpellier HB 8 Hmam             |
| 21. Oktober 2006, Sa. 20:15 Uhr in Bregenz      | 1.400 Zuschauer Spielbericht | A1 Bregenz HB Prce 9           | 35 : 35 (20 : 21) | BM Valladolid 11 Muratović        |
| 4. November 2006, Sa. 19:00 Uhr in Montpellier  | 3.000 Zuschauer Spielbericht | Montpellier HB Bojinović 5     | 37 : 24 (18 : 13) | A1 Bregenz HB 6 Prce              |
| 4. November 2006, Sa. 20:00 Uhr in Valladolid   | 3.200 Zuschauer Spielbericht | BM Valladolid Muratović 8      | 31 : 21 (17 : 10) | Portowyk Juschne 7 Gurkovsky      |
| 11. November 2006, Sa. 18:00 Uhr in Juschne     | 1.000 Zuschauer Spielbericht | Portowyk Juschne Shkrobanets 7 | 33 : 27 (14 : 10) | A1 Bregenz HB 9 Medić             |
| 12. November 2006, So. 17:00 Uhr in Montpellier | 3.000 Zuschauer Spielbericht | Montpellier HB Sioud 7         | 29 : 29 (14 : 12) | BM Valladolid 6 Muratović         |

## Achtelfinale

### Qualifizierte Teams
Für das Achtelfinale qualifiziert waren:
| Gruppen 1. SDC San Antonio BM Ciudad Real KIF Kolding SG Flensburg-Handewitt THW Kiel VfL Gummersbach FC Barcelona BM Valladolid | Gruppen 2. KC Veszprém SC Szeged Chambéry Savoie HB Medwedi Tschechow GOG Svendborg TGI RK Celje RK Kozina Montpellier HB |

### Ausgeloste Spiele & Ergebnisse
Die Auslosung des Achtelfinales fand am 14. November 2006 um 11:00 Uhr (GMZ+1) in Wien statt.
Im Achtelfinale traf immer ein Gruppenerster auf einen Gruppenzweiter einer anderen Gruppe.
Der Gruppenerste hatte das Recht, das Rückspiel zu Hause auszutragen.
Die Hinspiele fanden am 2./3./4. Dezember 2006 statt, die Rückspiele am 7./8./9./10. Dezember 2006.
| Mannschaft 1                    | Mannschaft 2                       | Hinspiel             | Rückspiel            | Gesamt   |
| ------------------------------- | ---------------------------------- | -------------------- | -------------------- | -------- |
| Montpellier HB Guigou 12        | FC Barcelona Romero 17             | 03.12. So. 17:00 Uhr | 09.12. Sa. 16:30 Uhr | 51 : 54  |
| Montpellier HB Guigou 12        | FC Barcelona Romero 17             | 28 : 25 (13 : 10)    | 23 : 29 (09 : 15)    | 51 : 54  |
| Montpellier HB Guigou 12        | FC Barcelona Romero 17             | 3.000 Zuschauer      | 7.000 Zuschauer      | 51 : 54  |
| KC Veszprém Lazarov 19          | KIF Kolding Nøddesbo 14            | 02.12. Sa. 16:10 Uhr | 09.12. Sa. 16:15 Uhr | 60 : 53  |
| KC Veszprém Lazarov 19          | KIF Kolding Nøddesbo 14            | 32 : 22 (16 : 10)    | 28 : 31 (14 : 14)    | 60 : 53  |
| KC Veszprém Lazarov 19          | KIF Kolding Nøddesbo 14            | 2.000 Zuschauer      | 2.600 Zuschauer      | 60 : 53  |
| RK Kozina Stojanovic 10         | SDC San Antonio Nikolić 10         | 03.12. So. 16:00 Uhr | 09.12. Sa. 16:15 Uhr | 52 : 70  |
| RK Kozina Stojanovic 10         | SDC San Antonio Nikolić 10         | 23 : 34 (11 : 20)    | 29 : 36 (13 : 19)    | 52 : 70  |
| RK Kozina Stojanovic 10         | SDC San Antonio Nikolić 10         | 3.000 Zuschauer      | 1.500 Zuschauer      | 52 : 70  |
| GOG Svendborg TGI Mogensen 13   | BM Ciudad Real Entrerríos 13       | 03.12. So. 16:20 Uhr | 09.12. Sa. 16:15 Uhr | 58 : 64  |
| GOG Svendborg TGI Mogensen 13   | BM Ciudad Real Entrerríos 13       | 28 : 33 (18 : 15)    | 30 : 31 (10 : 17)    | 58 : 64  |
| GOG Svendborg TGI Mogensen 13   | BM Ciudad Real Entrerríos 13       | 1.400 Zuschauer      | 4.000 Zuschauer      | 58 : 64  |
| SC Szeged Krivokapić 12         | BM Valladolid Muratović 12         | 03.12. So. 13:05 Uhr | 10.12. So. 17:00 Uhr | 49 : 50  |
| SC Szeged Krivokapić 12         | BM Valladolid Muratović 12         | 25 : 25 (13 : 10)    | 24 : 25 (13 : 13)    | 49 : 50  |
| SC Szeged Krivokapić 12         | BM Valladolid Muratović 12         | 3.500 Zuschauer      | 3.500 Zuschauer      | 49 : 50  |
| RK Celje Kokscharow 14          | SG Flensburg-Handewitt Lacković 16 | 02.12. Sa. 18:00 Uhr | 08.12. Fr. 19:15 Uhr | 67 : 67* |
| RK Celje Kokscharow 14          | SG Flensburg-Handewitt Lacković 16 | 41 : 31 (21 : 14)    | 26 : 36 (12 : 20)    | 67 : 67* |
| RK Celje Kokscharow 14          | SG Flensburg-Handewitt Lacković 16 | 5.800 Zuschauer      | 6.300 Zuschauer      | 67 : 67* |
| Medwedi Tschechow Tschipurin 12 | VfL Gummersbach Sigurðsson 14      | 02.12. Sa. 16:45 Uhr | 09.12. Sa. 19:30 Uhr | 60 : 69  |
| Medwedi Tschechow Tschipurin 12 | VfL Gummersbach Sigurðsson 14      | 31 : 37 (16 : 20)    | 29 : 32 (17 : 17)    | 60 : 69  |
| Medwedi Tschechow Tschipurin 12 | VfL Gummersbach Sigurðsson 14      | 3.500 Zuschauer      | 2.500 Zuschauer      | 60 : 69  |
| Chambéry Savoie HB Joli 13      | THW Kiel Kavtičnik 13              | 04.12. Mo. 20:00 Uhr | 07.12. Do. 19:00 Uhr | 60 : 76  |
| Chambéry Savoie HB Joli 13      | THW Kiel Kavtičnik 13              | 33 : 39 (14 : 19)    | 27 : 37 (08 : 20)    | 60 : 76  |
| Chambéry Savoie HB Joli 13      | THW Kiel Kavtičnik 13              | 3.200 Zuschauer      | 8.500 Zuschauer      | 60 : 76  |

* Die SG Flensburg-Handewitt qualifizierte sich aufgrund der Auswärtstorregel für die nächste Runde.

## Viertelfinale

### Qualifizierte Teams
Für das Viertelfinale qualifiziert waren:
| BM Ciudad Real FC Barcelona THW Kiel KC Veszprém | SDC San Antonio SG Flensburg-Handewitt BM Valladolid VfL Gummersbach |

### Ausgeloste Spiele und Ergebnisse
Die Auslosung des Viertelfinales fand am 12. Dezember 2006 um 11:00 Uhr (GMT+2) in Wien statt.
Die Hinspiele fanden am 23./24. Februar 2007 statt, die Rückspiele am 1./3./4. März 2007.
| Mannschaft 1                           | Mannschaft 2                | Hinspiel             | Rückspiel            | Gesamt  |
| -------------------------------------- | --------------------------- | -------------------- | -------------------- | ------- |
| BM Valladolid Gull 17                  | VfL Gummersbach Narcisse 15 | 24.02. Sa. 18:00 Uhr | 04.03. So. 18:00 Uhr | 70 : 68 |
| BM Valladolid Gull 17                  | VfL Gummersbach Narcisse 15 | 36 : 36 (19 : 16)    | 34 : 32 (17 : 18)    | 70 : 68 |
| BM Valladolid Gull 17                  | VfL Gummersbach Narcisse 15 | 3.500 Zuschauer      | 16.400 Zuschauer     | 70 : 68 |
| KC Veszprém Lazarov 14                 | THW Kiel Karabatić 17       | 24.02. Sa. 16:15 Uhr | 01.03. Do. 20:00 Uhr | 71 : 75 |
| KC Veszprém Lazarov 14                 | THW Kiel Karabatić 17       | 39 : 36 (19 : 20)    | 32 : 39 (15 : 22)    | 71 : 75 |
| KC Veszprém Lazarov 14                 | THW Kiel Karabatić 17       | 2.000 Zuschauer      | 10.300 Zuschauer     | 71 : 75 |
| BM Ciudad Real Stefánsson 12           | SDC San Antonio Kjelling 17 | 24.02. Sa. 16:00 Uhr | 04.03. So. 18:00 Uhr | 55 : 58 |
| BM Ciudad Real Stefánsson 12           | SDC San Antonio Kjelling 17 | 26 : 21 (09 : 14)    | 29 : 37 (15 : 18)    | 55 : 58 |
| BM Ciudad Real Stefánsson 12           | SDC San Antonio Kjelling 17 | 5.500 Zuschauer      | 2.200 Zuschauer      | 55 : 58 |
| SG Flensburg-Handewitt Christiansen 16 | FC Barcelona Tomás 12       | 23.02. Fr. 19:15 Uhr | 03.03. Sa. 16:30 Uhr | 60 : 55 |
| SG Flensburg-Handewitt Christiansen 16 | FC Barcelona Tomás 12       | 31 : 21 (13 : 10)    | 29 : 34 (12 : 14)    | 60 : 55 |
| SG Flensburg-Handewitt Christiansen 16 | FC Barcelona Tomás 12       | 6.300 Zuschauer      | 6.500 Zuschauer      | 60 : 55 |

## Halbfinale

### Qualifizierte Teams
Für das Halbfinale qualifiziert waren:
| THW Kiel SDC San Antonio SG Flensburg-Handewitt BM Valladolid |

Die Auslosung des Halbfinales fand am 6. März 2007 um 11:00 Uhr (GMT+2) in Wien statt.
Die Hinspiele fanden am 23./25. März 2007 statt. Die Rückspiele fanden am 30. März und 1. April 2007 statt.

### 1. Halbfinale
| Mannschaft 1    | Mannschaft 2 | Hinspiel             | Rückspiel            | Gesamt  |
| --------------- | ------------ | -------------------- | -------------------- | ------- |
| SDC San Antonio | THW Kiel     | 25.03. So. 16:00 Uhr | 30.03. Fr. 19:00 Uhr | 64 : 65 |
| SDC San Antonio | THW Kiel     | 30 : 28 (17 : 18)    | 34 : 37 (19 : 20)    | 64 : 65 |

 SDC San Antonio – THW Kiel  30:28 (17:18)
25. März 2007 in Pamplona, Universitario de Navarra, 3.000 Zuschauer
SDC San Antonio: Hvidt , Svensson – Vugrinec  (8), Rocas (7), Andorinho (4), Balić (4), Nikolić  (3), Kjelling (2), Ruesga (2), Dominiković  , Jørgensen  , Lozano, Ortigosa, Pérez   
THW Kiel: Omeyer, Andersson – Kavtičnik (6), Karabatić    (5), Andersson     (4), Lövgren   (4), Klein (3), Lundström (3), Ahlm    (2), Linders (1), Zeitz  
Schiedsrichter:  Valentyn Vakula & Aleksandr Liudovyk
 THW Kiel – SDC San Antonio  37:34 (20:19)
30. März 2007 in Kiel, Ostseehalle, 10.300 Zuschauer
THW Kiel: Omeyer, Andersson – Karabatić   (10), Lövgren  (8), Kavtičnik (7), Klein  (7), Linders (3), Andersson  (1), Lundström (1), Xepkin, Zeitz
SDC San Antonio: Hvidt , Svensson – Ruesga (12), Balić (10), Rocas (4), Nikolić  (3), Andorinho (2), Vugrinec (2), Dominiković  (1), Jørgensen  , Kjelling, Lozano, Ortigosa , Pérez  
Schiedsrichter:  Gilles Bord & Olivier Buy

### 2. Halbfinale
| Mannschaft 1           | Mannschaft 2  | Hinspiel             | Rückspiel            | Gesamt  |
| ---------------------- | ------------- | -------------------- | -------------------- | ------- |
| SG Flensburg-Handewitt | BM Valladolid | 23.03. Fr. 19:45 Uhr | 01.04. So. 19:00 Uhr | 56 : 55 |
| SG Flensburg-Handewitt | BM Valladolid | 32 : 30 (17 : 15)    | 24 : 25 (11 : 13)    | 56 : 55 |

 SG Flensburg-Handewitt – BM Valladolid  32:30 (17:15)
23. März 2007 in Flensburg, Campushalle, 6.500 Zuschauer
SG Flensburg-Handewitt: Beutler, Holpert – Lijewski (7), Boldsen  (5), Christiansen (5), Nielsen (5), Lacković (3), Vranjes (3), Stryger (2), Jensen  (1), Knudsen  (1), Eggert, Johannsen, Lauritzen 
BM Valladolid: Lorger, Sierra – Muratović (7), Gull  (5), Rodríguez (5), Garabaya  (4), Parrondo  (4), Delgado Avila    (2), Fernandez Roura  (2), Ugalde Garcia (1), Antonio Marcos  , López, Rentero Delgado, Velasco Encinas
Schiedsrichter:  Csaba Kekes & Pal Kekes
 BM Valladolid – SG Flensburg-Handewitt  25:24 (13:11)
1. April 2007 in Valladolid, Polideportivo Huerta del Rey, 6.100 Zuschauer
BM Valladolid: Lorger, Sierra – Gull (8), Muratović  (5), Parrondo  (4), Rodríguez    (4), Garabaya (2), Fernandez Roura (1), Velasco Encinas (1), Antonio Marcos, Delgado Avila, López, Rentero Delgado, Ugalde Garcia
SG Flensburg-Handewitt: Beutler, Holpert – Jensen   (6), Christiansen (5), Nielsen (4), Lacković  (3), Stryger (3), Lijewski   (2), Boldsen  (1), Eggert, Johannsen, Knudsen, Lauritzen, Vranjes  
Schiedsrichter:  Nenad Krstic & Peter Ljubic

## Finale

### Qualifizierte Teams
Für das Finale qualifiziert waren:
| THW Kiel SG Flensburg-Handewitt |

### Ergebnisse
Die Auslosung des Finales fand am 3. April 2007 um 11:00 Uhr (GMT+2) in Wien statt.
Das Hinspiel fand am 22. April 2007 statt. Das Rückspiel fand am 29. April 2007 statt.
| Mannschaft 1           | Mannschaft 2 | Hinspiel             | Rückspiel            | Gesamt  |
| ---------------------- | ------------ | -------------------- | -------------------- | ------- |
| SG Flensburg-Handewitt | THW Kiel     | 22.04. So. 17:30 Uhr | 29.04. So. 17:30 Uhr | 55 : 57 |
| SG Flensburg-Handewitt | THW Kiel     | 28 : 28 (10 : 12)    | 27 : 29 (10 : 15)    | 55 : 57 |

 SG Flensburg-Handewitt – THW Kiel  28:28 (10:12)
22. April 2007 in Flensburg, Campushalle, 6.300 Zuschauer
SG Flensburg-Handewitt: Beutler, Holpert – Christiansen (9), Jensen   (6), Lacković (4), Boldsen  (3), Lijewski (2), Nielsen  (2), Stryger (2), Eggert, Johannsen, Knudsen  , Lauritzen , Behren    
THW Kiel: Omeyer, Andersson – Karabatić   (8), Zeitz  (7), Andersson (5), Klein (4), Kavtičnik   (2), Lundström  (2), Linders     , Xepkin 
Schiedsrichter:  Vicente Breto Leon & Jose Antonio Huelin Trillo
 THW Kiel – SG Flensburg-Handewitt  29:27 (15:10)
29. April 2007 in Kiel, Ostseehalle, 10.300 Zuschauer
THW Kiel: Omeyer, Andersson – Karabatić  (9), Zeitz  (7), Andersson (5), Kavtičnik (4), Linders   (2), Klein  (4), Lundström (1), Lövgren, Xepkin 
SG Flensburg-Handewitt: Beutler, Holpert – Lijewski (6), Eggert  (4), Johannsen (4), Knudsen  (3), Lacković (3), Vranjes  (3), Boldsen  (2), Christiansen  (2), Jensen , Lauritzen, Nielsen, Stryger
Schiedsrichter:  Miroslaw Baum & Marek Goralczyk

## Statistiken

### Torschützenliste

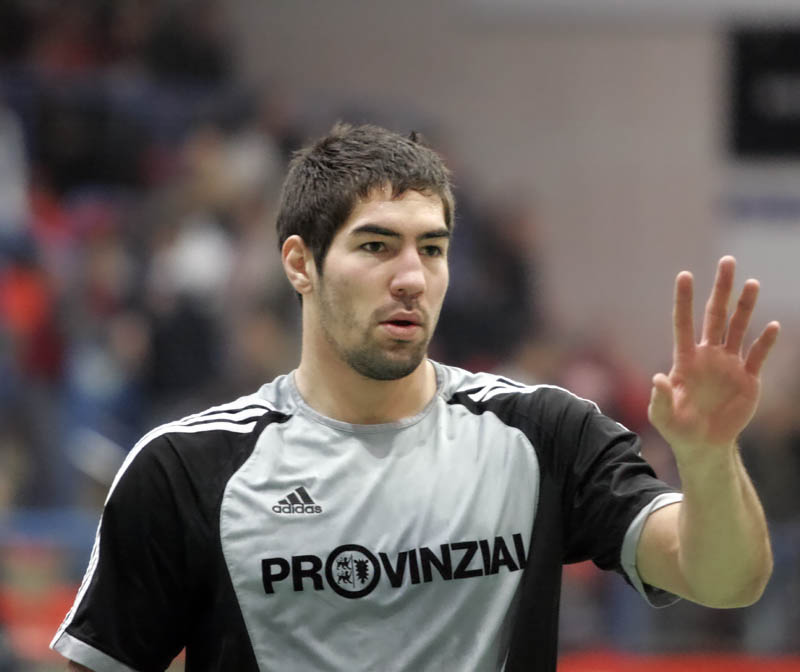
Der Torschützenkönig Nikola Karabatić

Die Torschützenliste zeigt die zehn besten Torschützen in der EHF Champions League 2006/07.
Zu sehen sind die Nation des Spielers, der Name, die Position, der Verein, die gespielten Spiele, die Tore und die Ø-Tore.
Der Erstplatzierte ist Torschützenkönig der EHF Champions League 2006/07.
| Pl. | Nation         | Spieler                 | Pos. | Verein                 | Sp. | Tore | Ø   |
| --- | -------------- | ----------------------- | ---- | ---------------------- | --- | ---- | --- |
| 1.  | Frankreich     | Nikola Karabatić        | (RL) | THW Kiel               | 13  | 89   | 6,9 |
| 2.  | Danemark       | Lars Christiansen       | (LA) | SG Flensburg-Handewitt | 14  | 84   | 6,0 |
| 3.  | Nordmazedonien | Kiril Lazarov           | (RR) | KC Veszprém            | 10  | 82   | 8,2 |
| 4.  | Schweiz        | Eric Gull               | (RR) | BM Valladolid          | 12  | 79   | 6,6 |
| 5.  | Schweden       | Kim Andersson           | (RR) | THW Kiel               | 14  | 73   | 5,2 |
| 6.  | Schweden       | Henrik Lundström        | (LA) | THW Kiel               | 14  | 65   | 4,6 |
| 7.  | Montenegro     | Alen Muratović          | (RL) | BM Valladolid          | 10  | 64   | 6,4 |
|     | Island         | Guðjón Valur Sigurðsson | (LA) | VfL Gummersbach        | 10  | 64   | 6,4 |
| 9.  | Belarus 1995   | Sjarhej Harbok          | (RL) | RK Celje               | 8   | 60   | 7,5 |
| 10. | Frankreich     | Daniel Narcisse         | (RM) | VfL Gummersbach        | 10  | 60   | 6,0 |